# Asteràcies
Les asteràcies, o compostes, pertanyen a la segona família botànica amb més espècies conegudes (21.000), Asteraceae, superada només per les orquídies (Orchidaceae). Compta amb més de 1.300 gèneres, dels quals 181 amb espècies silvestres a Europa. El gènere Aster dona nom a tota la família.
Pertanyen a aquesta família moltes espècies comestibles àmpliament conreades, com el gira-sol, l'enciam, la carxofa, etc. D'altres, com els crisantems, tenen utilitat com a plantes ornamentals; d'un crisantem s'obté la piretrina, un insecticida natural. S'utilitzen per a l'obtenció de biodièsel (gira-sol, card, etc.), productes cosmètics (cosmètica) i medicina.
En la natura són font important de nèctar i pol·len i serveixen com a indicadors del bon estat del medi ambient. Algunes es consideren males herbes (Artemisia).

## Descripció
- Inflorescència: capítol de flors
- Anteres fusionades formant un tub
- Ovari amb els òvuls basals
- Òvul: només un per cada ovari
- Vil·lans o papus: fruits amb pèls
- Aqueni com a forma de fruit

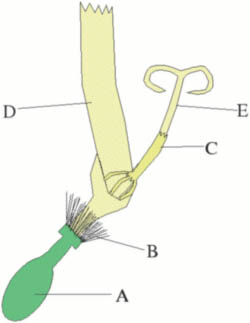
Lígula o flor exterior: A = ovari; B = papus; C = teca; D = ligula; E = estil i estigma

Flòscul o flor interior: A = ovari; B = tub de la corol·la; C = teca; D = estil i estigma

- Terpens presents en l'oli essencial (excepte en els iridoids)

Els capítols de les asteràcies estan formats per l'agrupament de dos tipus de petites flors: flòsculs (flòscul) i lígules (lígula). En el gira-sol hi ha els dos tipus, en l'interior els flòsculs i a l'exterior les lígules. Altres plantes d'aquesta família poden tenir un dels tipus o l'altre.

## Taxonomia
La primera publicació d'aquesta família amb el nom de Compositae la va fer l'any 1792 el botànic alemany Paul Dietrich Giseke (1741 – 1796) a l'obra Praelectiones in Ordines Naturales Plantarum. Avui dia s'utilitza la denominació d'Asteraceae, actualització de la denominació Astereae publicada el 1820 pels botànics Friedrich von Berchtold (1781 – 1876) i Jan Svatopluk Presl (1791 – 1849) a l'obra O přirozenosti Rostlin : obsahugjej gednánj o žiwobytj rostlin pro sebe a z ohledu giných žiwoků, podlé stawu nyněgss ylo znanj, pýtwn rostlin : názwoslowj audů, hospodářstwj gegich, rozssjřenj po semi a způsob rostlinář zřjditi a zacowati, i la denominació Compositae ha estat conservada com un sinònim.

### Subfamílies
Al vigent sistema de classificació de les angiospermes APG IV (2016), es reconeixen les 16 subfamílies següents:
- Asteroideae Lindley
- Barnadesioideae Bremer & Jansen
- Carduoideae Sweet
- Cichorioideae Chevallier
- Corymbioideae Panero & Funk
- Dicomoideae S. Ortiz
- Famatinanthoideae S. E. Freire, Ariza & Panero
- Gochnatioideae Panero & Funk
- Gymnarrhenoideae Panero & Funk
- Hecastocleidoideae Panero & Funk
- Mutisioideae Lindley
- Pertyoideae Panero & Funk
- Stifftioideae Panero
- Tarconanthoideae S. Ortiz
- Vernonioideae (Cassini) Lindley
- Wunderlichioideae Panero & Funk

### Gèneres
Dins d'aquesta família es reconeixen els 1707 gèneres següents:
- Abrotanella Cass.
- Acamptopappus A.Gray
- Acanthocephalus Kar. & Kir.
- Acanthocladium F.Muell.
- Acanthodesmos C.D.Adams & duQuesnay
- Acanthospermum Schrank
- Acanthostyles R.M.King & H.Rob.
- Achillea L.
- Achnophora F.Muell.
- Achnopogon Maguire, Steyerm. & Wurdack
- Achyrachaena Schauer
- Achyranthemum N.G.Bergh
- Achyrocline (Less.) DC.
- Achyropappus Kunth
- Acilepidopsis H.Rob.
- Acilepis D.Don
- Acmella Rich. ex Pers.
- Acomis F.Muell.
- Acourtia D.Don
- Acrisione B.Nord.
- Acritopappus R.M.King & H.Rob.
- Actinobole Endl.
- Acunniana Orchard
- Adeia G.L.Nesom
- Adelostigma Steetz
- Adenanthellum B.Nord.
- Adenocaulon Hook.
- Adenocritonia R.M.King & H.Rob.
- Adenoglossa B.Nord.
- Adenoon Dalzell
- Adenophyllum Pers.
- Adenostemma J.R.Forst. & G.Forst.
- Adenostyles Cass.
- Adenothamnus D.D.Keck
- Adiaphila G.L.Nesom
- Aedesia O.Hoffm.
- Aequatorium B.Nord.
- Aetheolaena Cass.
- Afroaster J.C.Manning & Goldblatt
- Afrocarduus (Kazmi) N.Garcia, Moreyra & Susanna
- Afrocirsium Calleja, N.Garcia, Moreyra & Susanna
- Ageratella A.Gray ex S.Watson
- Ageratina Spach
- Ageratinastrum Mattf.
- Ageratum L.
- Agnorhiza (Jeps.) W.A.Weber
- Agoseris Raf.
- Agrianthus Mart. ex DC.
- Ainsliaea DC.
- Ajania Poljakov
- Ajaniopsis C.Shih
- Alatoseta Compton
- Albertinia Spreng.
- Aldama La Llave
- Alepidocline S.F.Blake
- Alfredia Cass.
- Aliella Qaiser & Lack
- Allagopappus Cass.
- Allardia Decne.
- Allittia P.S.Short
- Allocephalus Bringel, J.N.Nakaj. & H.Rob.
- Alloispermum Willd.
- Allopterigeron Dunlop
- Almutaster Á.Löve & D.Löve
- Alomia Kunth
- Alomiella R.M.King & H.Rob.
- Ambassa Steetz
- Amberboa (Pers.) Less.
- Amblyolepis DC.
- Amblyopappus Hook. & Arn.
- Amblysperma Benth.
- Amboroa Cabrera
- Ambrosia L.
- Ameghinoa Speg.
- Amellus L.
- Ammobium R.Br.
- Amolinia R.M.King & H.Rob.
- Ampelaster G.L.Nesom
- Amphiachyris (DC.) Nutt.
- Amphiglossa DC.
- Amphipappus Torr. & A.Gray
- Amphoricarpos Vis.
- Anacantha (Iljin) Soják
- Anacyclus L.
- Ananthura H.Rob. & Skvarla
- Anaphalioides (Benth. & Hook.f.) Kirp.
- Anaphalis DC.
- Anastraphia D.Don
- Anaxeton Gaertn.
- Ancathia DC.
- Ancistrocarphus A.Gray
- Anderbergia B.Nord.
- Andicolea Mayta & Molinari
- Andryala L.
- Anemocarpa Paul G.Wilson
- Angeldiazia M.O.Dillon & Zapata
- Angianthus J.C.Wendl.
- Anisocarpus Nutt.
- Anisochaeta DC.
- Anisocoma Torr. & A.Gray
- Anisopappus Hook. & Arn.
- Antennaria Gaertn.
- Anteremanthus H.Rob.
- Anthemis L.
- Anticona E.Linares, J.Campos & A.Galán
- Antillanthus B.Nord.
- Antillia R.M.King & H.Rob.
- Antiphiona Merxm.
- Anvillea DC.
- Apalochlamys Cass.
- Aphanactis Wedd.
- Aphanostephus DC.
- Aphelexis D.Don
- Aphyllocladus Wedd.
- Apodocephala Baker
- Apopyros G.L.Nesom
- Aposeris Neck.
- Apostates Lander
- Apowollastonia Orchard
- Aquilula G.L.Nesom
- Arbelaezaster Cuatrec.
- Archanthemis Lo Presti & Oberpr.
- Archibaccharis Heering
- Archidasyphyllum (Cabrera) P.L.Ferreira, Saavedra & Groppo
- Archiserratula L.Martins
- Arctium L.
- Arctogeron DC.
- Arctotheca J.C.Wendl.
- Arctotis L.
- Argentipallium Paul G.Wilson
- Argyranthemum Webb
- Argyroglottis Turcz.
- Argyrotegium J.M.Ward & Breitw.
- Argyroxiphium DC.
- Aristeguietia R.M.King & H.Rob.
- Arnaldoa Cabrera
- Arnica L.
- Arnicastrum Greenm.
- Arnoglossum Raf.
- Arnoseris Gaertn.
- Arrhenechthites Mattf.
- Arrojadocharis Mattf.
- Arrowsmithia DC.
- Artemisia L.
- Artemisiopsis S.Moore
- Asanthus R.M.King & H.Rob.
- Ascidiogyne Cuatrec.
- Askellia W.A.Weber
- Aspilia Thouars
- Asplundianthus R.M.King & H.Rob.
- Astartoseris N.Kilian, Hand, Hadjik., Christodoulou & Bou Dagh.
- Aster L.
- Asteridea Lindl.
- Asteriscus Moench
- Asterothamnus Novopokr.
- Astranthium Nutt.
- Athanasia L.
- Athrixia Ker Gawl.
- Athroisma DC.
- Atractylis L.
- Atractylodes DC.
- Atrichantha Hilliard & B.L.Burtt
- Atrichoseris A.Gray
- Austrobrickellia R.M.King & H.Rob.
- Austrocritonia R.M.King & H.Rob.
- Austroeupatorium R.M.King & H.Rob.
- Austroliabum H.Rob. & Brettell
- Austrosynotis C.Jeffrey
- Avellara Blanca & C.Díaz
- Axiniphyllum Benth.
- Ayapana Spach
- Ayapanopsis R.M.King & H.Rob.
- Aynia H.Rob.
- Aytacia Yıld.
- Aztecaster G.L.Nesom
- Baccharis L.
- Baccharoides Moench
- Baculellum L.V.Ozerova & A.C.Timonin
- Badilloa R.M.King & H.Rob.
- Baeriopsis J.T.Howell
- Bahianthus R.M.King & H.Rob.
- Bahiopsis Kellogg
- Baileya Harv. & A.Gray ex Torr.
- Bajacalia Loockerman, B.L.Turner & R.K.Jansen
- Balduina Nutt.
- Balladonia P.S.Short
- Balsamorhiza Hook.
- Baltimora L.
- Barkleyanthus H.Rob. & Brettell
- Barnadesia Mutis ex L.f.
- Barrosoa R.M.King & H.Rob.
- Bartlettia A.Gray
- Bartlettina R.M.King & H.Rob.
- Basedowia E.Pritz.
- Bathysanthus G.L.Nesom
- Batopilasia G.L.Nesom & R.D.Noyes
- Bebbia Greene
- Bechium DC.
- Bedfordia DC.
- Bejaranoa R.M.King & H.Rob.
- Bellida Ewart
- Bellis L.
- Bellium L.
- Belloa J.Rémy
- Benitoa D.D.Keck
- Berardia Vill.
- Berkheya Ehrh.
- Berkheyopsis O.Hoffm.
- Berlandiera DC.
- Berroa Beauverd
- Bertilia Cron
- Berylsimpsonia B.L.Turner
- Bethencourtia Choisy
- Bidens L.
- Bigelowia DC.
- Bishopanthus H.Rob.
- Bishopiella R.M.King & H.Rob.
- Bishovia R.M.King & H.Rob.
- Blainvillea Cass.
- Blakiella Cuatrec.
- Blanchetia DC.
- Blennosperma Less.
- Blennospora A.Gray
- Blepharipappus Hook.
- Blepharispermum DC.
- Blepharizonia (A.Gray) Greene
- Blumea DC.
- Boeberastrum Rydb.
- Boeberoides (DC.) Strother
- Bolandia Cron
- Bolanosa A.Gray
- Boltonia L'Hér.
- Bombycilaena (DC.) Smoljan.
- Borrichia Adans.
- Bothriocline Oliv. ex Benth.
- Brachanthemum DC.
- Brachionostylum Mattf.
- Brachyclados D.Don
- Brachyglottis J.R.Forst. & G.Forst.
- Brachylaena R.Br.
- Brachyscome Cass.
- Brachythrix Wild & G.V.Pope
- Bradburia Torr. & A.Gray
- Brenandendron H.Rob.
- Brickellia Elliott
- Brickelliastrum R.M.King & H.Rob.
- Brintonia Greene
- Brocchia Vis.
- Buphthalmum L.
- Burkartia Crisci
- Burnellia Mesfin & D.J.Crawford
- Caatinganthus H.Rob.
- Cabobanthus H.Rob.
- Cabreraea Bonif.
- Cabreriella Cuatrec.
- Cacaliopsis A.Gray
- Cacosmia Kunth
- Cadiscus E.Mey. ex DC.
- Caesulia Roxb.
- Calanticaria (B.L.Rob. & Greenm.) E.E.Schill. & Panero
- Calea L.
- Calendula L.
- Callicephalus C.A.Mey.
- Callilepis DC.
- Callistephus Cass.
- Calocephalus R.Br.
- Calomeria Vent.
- Calorezia Panero
- Calostephane Benth.
- Calotesta P.O.Karis
- Calotis R.Br.
- Calycadenia DC.
- Calycoseris A.Gray
- Calyptocarpus Less.
- Camchaya Gagnep.
- Campovassouria R.M.King & H.Rob.
- Camptacra N.T.Burb.
- Campuloclinium DC.
- Canadanthus G.L.Nesom
- Cancrinia Kar. & Kir.
- Cancriniella Tzvelev
- Capelio B.Nord.
- Caputia B.Nord. & Pelser
- Cardopatium Juss.
- Carduus L.
- Carlina L.
- Carlquistia B.G.Baldwin
- Carminatia Moc. ex DC.
- Carpesium L.
- Carphephorus Cass.
- Carphochaete A.Gray
- Carthamus L.
- Cassinia R.Br.
- Castanedia R.M.King & H.Rob.
- Castrilanthemum Vogt & Oberpr.
- Castroviejoa Galbany, L.Sáez & Benedí
- Catamixis Thomson
- Catananche L.
- Catatia Humbert
- Catolesia D.J.N.Hind
- Caucasalia B.Nord.
- Caucasoseris M.Güzel, N.Kilian, Sennikov & Coșkunç.
- Cavalcantia R.M.King & H.Rob.
- Cavea W.W.Sm. & J.Small
- Caxamarca M.O.Dillon & Sagást.
- Celmisia Cass.
- Centaurea L.
- Centaurodendron Johow
- Centauropsis Bojer ex DC.
- Centaurothamnus Wagenitz & Dittrich
- Centenaria P.Gonzáles, A.Cano & H.Rob.
- Centipeda Lour.
- Centratherum Cass.
- Centromadia Greene
- Centropappus Hook.f.
- Cephalipterum A.Gray
- Cephalopappus Nees & Mart.
- Cephalosorus A.Gray
- Ceratogyne Turcz.
- Ceruana Forssk.
- Chacoa R.M.King & H.Rob.
- Chaenactis DC.
- Chaetacalia Pruski
- Chaetadelpha A.Gray ex S.Watson
- Chaetanthera Ruiz & Pav.
- Chaetopappa DC.
- Chaetymenia Hook. & Arn.
- Chamaechaenactis Rydb.
- Chamaegeron Schrenk.
- Chamaeleon Cass.
- Chamaemelum Mill.
- Chamaepus Wagenitz
- Chaochienchangia G.L.Nesom
- Chaptalia Vent.
- Charadranaetes Janovec & H.Rob.
- Chardinia Desf.
- Cheirolophus Cass.
- Chersodoma Phil.
- Chevreulia Cass.
- Chiliadenus Cass.
- Chiliocephalum Benth.
- Chiliophyllum Phil.
- Chiliotrichiopsis Cabrera
- Chiliotrichum Cass.
- Chimantaea Maguire, Steyerm. & Wurdack
- Chionolaena DC.
- Chionopappus Benth.
- Chlamydophora Ehrenb. ex Less.
- Chloracantha G.L.Nesom, Y.B.Suh, D.R.Morgan, S.D.Sundb. & B.B.S
- Chondrilla L.
- Chondropyxis D.A.Cooke
- Chresta Vell. ex DC.
- Chromolaena DC.
- Chromolepis Benth.
- Chronopappus DC.
- Chrysactinia A.Gray
- Chrysactinium Wedd.
- Chrysanthellum Rich.
- Chrysanthemum L.
- Chrysanthoglossum B.H.Wilcox, K.Bremer & Humphries
- Chryselium Urtubey & S.E.Freire
- Chrysocephalum Walp.
- Chrysocoma L.
- Chrysogonum L.
- Chrysolaena H.Rob.
- Chrysoma Nutt.
- Chrysophtalmum Sch.Bip. ex Walp.
- Chrysopsis (Nutt.) Elliott
- Chrysothamnus Nutt.
- Chthonocephalus Steetz
- Chucoa Cabrera
- Chuquiraga Juss.
- Cicerbita Wallr.
- Ciceronia Urb.
- Cichorium L.
- Cineraria L.
- Cirsium Mill.
- Cissampelopsis Miq.
- Cladanthus Cass.
- Cladochaeta DC.
- Clappia A.Gray
- Clibadium F.Allam. ex L.
- Cloiselia S.Moore
- Cnicothamnus Griseb.
- Coleocoma F.Muell.
- Coleostephus Cass.
- Colobanthera Humbert
- Cololobus H.Rob.
- Columbiadoria G.L.Nesom
- Comaclinium Scheidw. & Planch.
- Commidendrum Burch. ex DC.
- Condylidium R.M.King & H.Rob.
- Condylopodium R.M.King & H.Rob.
- Conocliniopsis R.M.King & H.Rob.
- Conoclinium DC.
- Constancea B.G.Baldwin
- Cordiofontis G.L.Nesom
- Coreocarpus Benth.
- Coreopsis L.
- Corethamnium R.M.King & H.Rob.
- Corethrogyne DC.
- Coronidium Paul G.Wilson
- Corymbium Gronov.
- Cosmos Cav.
- Cota J.Gay
- Cotula L.
- Coulterella Vasey & Rose
- Cousinia Cass.
- Cousiniopsis Nevski
- Craspedia G.Forst.
- Crassocephalum Moench
- Crassothonna B.Nord.
- Cratystylis S.Moore
- Cremanthodium Benth.
- Cremnothamnus Puttock
- Crepidiastrum Nakai
- Crepis L.
- Criscia Katinas
- Criscianthus Grossi & J.N.Nakaj.
- Critonia P.Browne
- Critoniadelphus R.M.King & H.Rob.
- Critoniella R.M.King & H.Rob.
- Critoniopsis Sch.Bip.
- Crocidium Hook.
- Crocodilium Hill
- Cronquistianthus R.M.King & H.Rob.
- Croptilon Raf.
- Crossostephium Less.
- Crossothamnus R.M.King & H.Rob.
- Crupina (Pers.) DC.
- Crystallopollen Steetz
- Cuatrecasanthus H.Rob.
- Cuatrecasasiella H.Rob.
- Cuchumatanea Seid. & Beaman
- Culcitium Bonpl.
- Cullumia R.Br.
- Cuniculotinus Urbatsch, R.P.Roberts & Neubig
- Curio P.V.Heath
- Cuspidia Gaertn.
- Cyanthillium Blume
- Cyathomone S.F.Blake
- Cyclolepis Gillies ex D.Don
- Cylindrocline Cass.
- Cymbonotus Cass.
- Cymbopappus B.Nord.
- Cymophora B.L.Rob.
- Cynara L.
- Cyrtocymura H.Rob.
- Dacryotrichia Wild
- Dahlia Cav.
- Damnamenia Given
- Damnxanthodium Strother
- Dasyandantha H.Rob.
- Dasyanthina H.Rob.
- Dasycondylus R.M.King & H.Rob.
- Dasyphyllum Kunth
- Dauresia B.Nord. & Pelser
- Daveaua Willk. ex Mariz
- Davilanthus E.E.Schill. & Panero
- Decachaeta DC.
- Decaneuropsis H.Rob. & Skvarla
- Decastylocarpus Humbert
- Decazesia F.Muell.
- Deinandra Greene
- Delairea Lem.
- Delamerea S.Moore
- Delilia Spreng.
- Delwiensia W.A.Weber & R.C.Wittmann
- Dendrocacalia (Nakai) Nakai
- Dendrophorbium (Cuatrec.) C.Jeffrey
- Dendrosenecio (Hauman ex Hedberg) B.Nord.
- Dendroviguiera E.E.Schill. & Panero
- Denekia Thunb.
- Desmanthodium Benth.
- Dewildemania O.Hoffm.
- Diacranthera R.M.King & H.Rob.
- Diaperia Nutt.
- Diaphractanthus Humbert
- Dicercoclados C.Jeffrey & Y.L.Chen
- Dicerothamnus Koek.
- Dichaetophora A.Gray
- Dichrocephala L'Hér. ex DC.
- Dichromochlamys Dunlop
- Dicoma Cass.
- Dicomopsis S.Ortiz
- Dicoria Torr. & A.Gray
- Dicranocarpus A.Gray
- Didelta L'Hér.
- Dielitzia P.S.Short
- Dieteria Nutt.
- Digitacalia Pippen
- Dillandia V.A.Funk & H.Rob.
- Dimeresia A.Gray
- Dimerostemma Cass.
- Dimorphocoma F.Muell. & Tate
- Dimorphotheca Moench
- Diodontium F.Muell.
- Diplostephium Kunth
- Dipterocome Fisch. & C.A.Mey.
- Dipterocypsela S.F.Blake
- Disparago Gaertn.
- Dissothrix A.Gray
- Distephanus Cass.
- Disynaphia DC.
- Dithyrostegia A.Gray
- Dittrichia Greuter
- Doellingeria Nees
- Dolichlasium Lag.
- Dolichoglottis B.Nord.
- Dolichorrhiza (Pojark.) Galushko
- Dolichothrix Hilliard & B.L.Burtt
- Dolomiaea DC.
- Doniophyton Wedd.
- Dorobaea Cass.
- Doronicum L.
- Dresslerothamnus H.Rob.
- Dubautia Gaudich.
- Dubyaea DC.
- Dugesia A.Gray
- Duhaldea DC.
- Duidaea S.F.Blake
- Duseniella K.Schum.
- Dymondia Compton
- Dysaster H.Rob. & V.A.Funk
- Dyscritothamnus B.L.Rob.
- Dysodiopsis Rydb.
- Dyssodia Cav.
- Eastwoodia Brandegee
- Eatonella A.Gray
- Echinacea Moench
- Echinocoryne H.Rob.
- Echinops L.
- Eclipta L.
- Edmondia Cass.
- Egletes Cass.
- Eirmocephala H.Rob.
- Eitenia R.M.King & H.Rob.
- Ekmania Gleason
- Ekmaniopappus Borhidi
- Elachanthus F.Muell.
- Elaphandra Strother
- Electranthera Mesfin, D.J.Crawford & Pruski
- Elekmania B.Nord.
- Elephantopus L.
- Eleutheranthera Poit.
- Ellenbergia Cuatrec.
- Elytropappus Cass.
- Emilia Cass.
- Encelia Adans.
- Enceliopsis (A.Gray) A.Nelson
- Endocellion Turcz. ex Herder
- Endopappus Sch.Bip.
- Engelmannia Torr. & A.Gray
- Engleria O.Hoffm.
- Enydra Lour.
- Epaltes Cass.
- Ephedrides G.L.Nesom
- Epilasia (Bunge) Benth. & Hook.f.
- Epitrachys (DC. ex Duby) K.Koch
- Epitriche Turcz.
- Erato DC.
- Erechtites Raf.
- Eremanthus Less.
- Eremosis (DC.) Gleason
- Eremothamnus O.Hoffm.
- Eriachaenium Sch.Bip.
- Ericameria Nutt.
- Ericentrodea S.F.Blake & Sherff
- Erigeron L.
- Eriocephalus L.
- Eriochlamys Sond. & F.Muell.
- Eriophyllum Lag.
- Eriothrix Cass.
- Erlangea Sch.Bip.
- Erodiophyllum F.Muell.
- Erymophyllum Paul G.Wilson
- Erythrocephalum Benth.
- Erythroseris N.Kilian & Gemeinholzer
- Eschenbachia Moench
- Espejoa DC.
- Espeletia Bonpl.
- Ethulia L.f.
- Euchiton Cass.
- Eumorphia DC.
- Eupatoriastrum Greenm.
- Eupatorina R.M.King & H.Rob.
- Eupatoriopsis Hieron.
- Eupatorium L.
- Euphrosyne DC.
- Eurybia (Cass.) Cass.
- Eurydochus Maguire & Wurdack
- Euryops (Cass.) Cass.
- Eutetras A.Gray
- Euthamia (Nutt.) Cass.
- Eutrochium Raf.
- Ewartia Beauverd
- Ewartiothamnus Anderb.
- Exomiocarpon Lawalrée
- Exostigma G.Sancho
- Faberia Hemsl.
- Facelis Cass.
- Famatinanthus Ariza & S.E.Freire
- Farfugium Lindl.
- Faujasia Cass.
- Faujasiopsis C.Jeffrey
- Faxonia Brandegee
- Feddea Urb.
- Feldstonia P.S.Short
- Felicia Cass.
- Femeniasia Susanna
- Fenixia Merr.
- Ferreyranthus H.Rob. & Brettell
- Ferreyrella S.F.Blake
- Filago Loefl.
- Filifolium Kitam.
- Fitchia Hook.f.
- Fitzwillia P.S.Short
- Flaveria Juss.
- Fleischmannia Sch.Bip.
- Fleischmanniopsis R.M.King & H.Rob.
- Florestina Cass.
- Floscaldasia Cuatrec.
- Flosmutisia Cuatrec.
- Flourensia DC.
- Fluminaria N.G.Bergh
- Flyriella R.M.King & H.Rob.
- Formania W.W.Sm. & J.Small
- Foveolina Källersjö
- Freya V.M.Badillo
- Fulcaldea Poir.
- Gaillardia Foug.
- Galactites Moench
- Galatella Cass.
- Galeana La Llave
- Galeomma Rauschert
- Galgera Anderb. & Bengtson
- Galinsoga Ruiz & Pav.
- Galinsogeopsis Sch.Bip.
- Gamochaeta Wedd.
- Garberia A.Gray
- Garcibarrigoa Cuatrec.
- Gardnerina R.M.King & H.Rob.
- Garhadiolus Jaub. & Spach
- Garuleum Cass.
- Gazania Gaertn.
- Geigeria Griess.
- Geissolepis B.L.Rob.
- Gelasia Cass.
- Geraea Torr. & A.Gray
- Gerbera L.
- Geropogon L.
- Gibbaria Cass.
- Gilberta Turcz.
- Gilruthia Ewart
- Gladiopappus Humbert
- Glebionis Cass.
- Glossarion Maguire & Wurdack
- Glossocardia Cass.
- Glossopappus Kunze
- Glyptopleura D.C.Eaton
- Gnaphaliothamnus Kirp.
- Gnaphalium L.
- Gnephosis Cass.
- Gnomophalium Greuter
- Gochnatia Kunth
- Goldmanella Greenm.
- Gongrostylus R.M.King & H.Rob.
- Gongylolepis Schomb.
- Goniocaulon Cass.
- Gonospermum Less.
- Gonzalezia E.E.Schill. & Panero
- Gorceixia Baker
- Gorteria L.
- Gossweilera S.Moore
- Goyazianthus R.M.King & H.Rob.
- Grangea Adans.
- Grangeopsis Humbert
- Graphistylis B.Nord.
- Gratwickia F.Muell.
- Grauanthus Fayed
- Grazielia R.M.King & H.Rob.
- Greenmaniella W.M.Sharp
- Grindelia Willd.
- Grisebachianthus R.M.King & H.Rob.
- Grosvenoria R.M.King & H.Rob.
- Guardiola Cerv. ex Bonpl.
- Guayania R.M.King & H.Rob.
- Guevaria R.M.King & H.Rob.
- Guizotia Cass.
- Gundelia L.
- Gundlachia A.Gray
- Gutenbergia Sch.Bip.
- Gutierrezia Lag.
- Guynesomia Bonif. & G.Sancho
- Gymnanthemum Cass.
- Gymnarrhena Desf.
- Gymnocondylus R.M.King & H.Rob.
- Gymnocoronis DC.
- Gymnodiscus Less.
- Gymnolaena Rydb.
- Gymnopentzia Benth.
- Gymnosperma Less.
- Gynoxys Cass.
- Gynura Cass.
- Gypothamnium Phil.
- Gyptidium R.M.King & H.Rob.
- Gyptis (Cass.) Cass.
- Gyrodoma Wild
- Gyrophyllum (Nutt.) Mesfin & D.J.Crawford
- Haastia Hook.f.
- Haeckeria F.Muell.
- Haegiela P.S.Short & Paul G.Wilson
- Hainanecio Ying Liu & Q.E.Yang
- Handelia Heimerl
- Haplocarpha Less.
- Haploesthes A.Gray
- Haplopappus Cass.
- Haplosticha Phil.
- Haptotrichion Paul G.Wilson
- Harleya S.F.Blake
- Harmonia B.G.Baldwin
- Harnackia Urb.
- Haroldia Bonif.
- Hartwrightia A.Gray
- Hasteola Raf.
- Hatschbachiella R.M.King & H.Rob.
- Hazardia Greene
- Hebeclinium DC.
- Hecastocleis A.Gray
- Hedosyne Strother
- Hedypnois Mill.
- Heiseria E.E.Schill. & Panero
- Helenium L.
- Helianthella Torr. & A.Gray
- Helianthus L.
- Helichrysopsis Kirp.
- Helichrysum Mill.
- Heliocauta Humphries
- Heliomeris Nutt.
- Heliopsis Pers.
- Helminthotheca Zinn
- Helodeaster G.L.Nesom
- Helogyne Nutt.
- Hemizonella A.Gray
- Hemizonia DC.
- Henricksonia B.L.Turner
- Heptanthus Griseb.
- Herderia Cass.
- Herodotia Urb. & Ekman
- Herreranthus B.Nord.
- Hertia Less.
- Hesperevax A.Gray
- Hesperomannia A.Gray
- Heteracia Fisch. & C.A.Mey.
- Heteranthemis Schott
- Heterocoma DC.
- Heterocondylus R.M.King & H.Rob.
- Heterocypsela H.Rob.
- Heteroderis Boiss.
- Heterolepis Cass.
- Heteromera Pomel
- Heteromma Benth.
- Heteroplexis C.C.Chang
- Heterorhachis Sch.Bip. ex Walp.
- Heterosperma Cav.
- Heterotheca Cass.
- Hidalgoa La Llave
- Hieracium L.
- Hilliardia B.Nord.
- Hilliardiella H.Rob.
- Hinterhubera Sch.Bip. ex Wedd.
- Hippia L.
- Hippolytia Poljakov
- Hirtellina Cass.
- Hispidella Barnadez ex Lam.
- Hoehnephytum Cabrera
- Hoffmannanthus H.Rob., S.C.Keeley & Skvarla
- Hoffmanniella Schltr. ex Lawalrée
- Hofmeisteria Walp.
- Holocarpha Greene
- Holocheilus Cass.
- Hololeion Kitam.
- Hololepis DC.
- Holoschkuhria H.Rob.
- Holozonia Greene
- Homogyne Cass.
- Hoplophyllum DC.
- Huarpea Cabrera
- Huberopappus Pruski
- Hubertia Bory
- Hughesia R.M.King & H.Rob.
- Hullsia P.S.Short
- Hulsea Torr. & A.Gray
- Humbertacalia C.Jeffrey
- Humeocline Anderb.
- Hyalis D.Don ex Hook. & Arn.
- Hyalochlamys A.Gray
- Hyaloseris Griseb.
- Hyalosperma Steetz
- Hybridella Cass.
- Hydroidea P.O.Karis
- Hydropectis Rydb.
- Hymenocephalus Jaub. & Spach
- Hymenolepis Cass.
- Hymenonema Cass.
- Hymenopappus L'Hér.
- Hymenostemma (Kunze) Willk.
- Hymenostephium Benth.
- Hymenothrix A.Gray
- Hymenoxys Cass.
- Hyoseris L.
- Hypericophyllum Steetz
- Hypochaeris L.
- Hysterionica Willd.
- Hystrichophora Mattf.
- Ianthopappus Roque & D.J.N.Hind
- Ichthyothere Mart.
- Idiopappus H.Rob. & Panero
- Idiothamnus R.M.King & H.Rob.
- Ifloga Cass.
- Ignurbia B.Nord.
- Iltisia S.F.Blake
- Imeria R.M.King & H.Rob.
- Indocypraea Orchard
- Inezia E.Phillips
- Inkaliabum D.G.Gut.
- Inula L.
- Inulanthera Källersjö
- Inulopsis O.Hoffm.
- Io B.Nord.
- Iocenes B.Nord.
- Iodocephalopsis Bunwong & H.Rob.
- Iogeton Strother
- Ionactis Greene
- Iostephane Benth.
- Iotasperma G.L.Nesom
- Iphiona Cass.
- Iphionopsis Anderb.
- Iranecio B.Nord.
- Iranoaster Kaz.Osaloo, Farhani & Mozaff.
- Ischnea F.Muell.
- Ismelia Cass.
- Isocarpha Less.
- Isocoma Nutt.
- Isoetopsis Turcz.
- Isostigma Less.
- Iva L.
- Ixeridium (A.Gray) Tzvelev
- Ixeris (Cass.) Cass.
- Ixiochlamys F.Muell. & Sond.
- Ixiolaena Benth.
- Ixodia R.Br.
- Jacmaia B.Nord.
- Jacobaea Mill.
- Jaegeria Kunth
- Jalcophila M.O.Dillon & Sagást.
- Jaliscoa S.Watson
- Jamesianthus S.F.Blake & Sherff
- Japonicalia C.Ren & Q.E.Yang
- Jaramilloa R.M.King & H.Rob.
- Jasonia Cass.
- Jaumea Pers.
- Jefea Strother
- Jeffreya Cabrera
- Jeffreycia H.Rob., S.C.Keeley & Skvarla
- Jensia B.G.Baldwin
- Jessea H.Rob. & Cuatrec.
- Joseanthus H.Rob.
- Jungia L.f.
- Jurinea Cass.
- Karelinia Less.
- Karvandarina Rech.f.
- Kaschgaria Poljakov
- Katinasia Bonif.
- Kaunia R.M.King & H.Rob.
- Kemulariella Tamamsch.
- Keysseria Lauterb.
- Khasianthus H.Rob. & Skvarla
- Kieslingia Faúndez, Saldivia & A.E.Martic.
- Kinghamia C.Jeffrey
- Kingianthus H.Rob.
- Kippistia F.Muell.
- Klasea Cass.
- Kleinia Mill.
- Koanophyllon Arruda
- Koehneola Urb.
- Koelpinia Pall.
- Koyamasia H.Rob.
- Krigia Schreb.
- Kurziella H.Rob. & Bunwong
- Kyhosia B.G.Baldwin
- Kyrsteniopsis R.M.King & H.Rob.
- Lachanodes DC.
- Lachnophyllum Bunge
- Lachnorhiza A.Rich.
- Lachnospermum Willd.
- Lactuca L.
- Laennecia Cass.
- Laestadia Kunth ex Less.
- Lagascea Cav.
- Lagenocypsela Swenson & K.Bremer
- Lagenophora Cass.
- Laggera Sch.Bip. ex Benth. & Hook.f.
- Lagophylla Nutt.
- Lagoseriopsis Kirp.
- Lamprocephalus B.Nord.
- Lampropappus (O.Hoffm.) H.Rob.
- Lamyropappus Knorring & Tamamsch.
- Lamyropsis (Kharadze) Dittrich
- Landerolaria G.L.Nesom
- Langebergia Anderb.
- Lantanopsis C.Wright ex Griseb.
- Laphamia A.Gray
- Lapidia Roque & S.C.Ferreira
- Lapsana L.
- Lapsanastrum Pak & K.Bremer
- Lasianthaea DC.
- Lasiocephalus Willd. ex D.F.K.Schltdl.
- Lasiolaena R.M.King & H.Rob.
- Lasiopogon Cass.
- Lasiospermum Lag.
- Lasthenia Cass.
- Launaea Cass.
- Lawrencella Lindl.
- Layia Hook. & Arn. ex DC.
- Lecocarpus Decne.
- Leibnitzia Cass.
- Leiboldia Schltdl.
- Leiocarpa Paul G.Wilson
- Lemooria P.S.Short
- Leonis B.Nord.
- Leontodon L.
- Leontopodium R.Br. ex Cass.
- Lepidaploa (Cass.) Cass.
- Lepidesmia Klatt
- Lepidolopha C.Winkl.
- Lepidolopsis Poljakov
- Lepidonia S.F.Blake
- Lepidophorum Neck. ex DC.
- Lepidophyllum Cass.
- Lepidospartum A.Gray
- Lepidostephium Oliv.
- Leptinella Cass.
- Leptocarpha DC.
- Leptoclinium Gardner ex Benth. & Hook.f.
- Leptorhynchos Less.
- Leptostelma D.Don ex G.Don
- Leptosyne DC.
- Lescaillea Griseb.
- Lessingia Cham.
- Lessingianthus H.Rob.
- Lettowia H.Rob. & Skvarla
- Leucactinia Rydb.
- Leucanthemella Tzvelev
- Leucanthemopsis (Giroux) Heywood
- Leucanthemum Mill.
- Leucheria Lag.
- Leucoblepharis Arn.
- Leucochrysum (DC.) Paul G.Wilson
- Leucogenes Beauverd
- Leucomeris D.Don
- Leucophyta R.Br.
- Leucoptera B.Nord.
- Leucosyris Greene
- Leucozoma T.L.Collins
- Leunisia Phil.
- Leysera L.
- Liabum Adans.
- Liatris Gaertn. ex Schreb.
- Libinhania N.Kilian, Galbany, Oberpr. & A.G.Mill.
- Lidbeckia P.J.Bergius
- Lifago Schweinf. & Muschl.
- Ligularia Cass.
- Ligulariopsis Y.L.Chen
- Lihengia Y.S.Chen & R.Ke
- Limbarda Adans.
- Lindheimera A.Gray & Engelm.
- Linealia G.L.Nesom
- Linochilus Benth.
- Linzia Sch.Bip. ex Walp.
- Lipoblepharis Orchard
- Lipochaeta DC.
- Lipotriche R.Br.
- Lipschitzia Zaika, Sukhor. & N.Kilian
- Litogyne Harv.
- Litothamnus R.M.King & H.Rob.
- Llerasia Triana
- Logfia Cass.
- Lomanthus B.Nord. & Pelser
- Lomatozona Baker
- Lonas Adans.
- Lophiolepis Cass.
- Lopholaena DC.
- Lophopappus Rusby
- Lorandersonia Urbatsch, R.P.Roberts & Neubig
- Lordhowea B.Nord.
- Lorentzianthus R.M.King & H.Rob.
- Lourteigia R.M.King & H.Rob.
- Lowryanthus Pruski
- Loxothysanus B.L.Rob.
- Lucilia Cass.
- Luina Benth.
- Lulia Zardini
- Lundellianthus H.Rob.
- Lundinia B.Nord.
- Lychnocephalus Mart. ex DC.
- Lychnophora Mart.
- Lychnophorella Loeuille, Semir & Pirani
- Lycoseris Cass.
- Lygodesmia D.Don
- Machaeranthera Nees
- Macledium Cass.
- Macrachaenium Hook.f.
- Macrolearia Saldivia
- Macropodina R.M.King & H.Rob.
- Macvaughiella R.M.King & H.Rob.
- Madagaster G.L.Nesom
- Madia Molina
- Mairia Nees
- Malacothrix DC.
- Malmeanthus R.M.King & H.Rob.
- Malperia S.Watson
- Mantisalca Cass.
- Manyonia H.Rob.
- Marasmodes DC.
- Marshallia Schreb.
- Marshalljohnstonia Henrickson
- Marticorenia Crisci
- Maschalostachys Loeuille & Roque
- Matricaria L.
- Mattfeldanthus H.Rob. & R.M.King
- Mattfeldia Urb.
- Mauranthemum Vogt & Oberpr.
- Mecomischus Coss. ex Benth. & Hook.f.
- Medranoa Urbatsch & R.P.Roberts
- Melampodium L.
- Melanodendron DC.
- Melanoseris Decne.
- Melanthera Rohr
- Merrittia Merr.
- Mesanthophora H.Rob.
- Mesogramma DC.
- Metalasia R.Br.
- Mexerion G.L.Nesom
- Mexianthus B.L.Rob.
- Micractis DC.
- Microcephala Pobed.
- Microglossa DC.
- Microgyne Cass.
- Microliabum Cabrera
- Micropsis DC.
- Micropus L.
- Microseris D.Don
- Microspermum Lag.
- Mikania Willd.
- Mikaniopsis Milne-Redh.
- Milleria Houst. ex L.
- Millotia Cass.
- Minasia H.Rob.
- Minuria DC.
- Miricacalia Kitam.
- Misbrookea V.A.Funk
- Mixtecalia Redonda-Mart., García-Mend. & D.Sandoval
- Mniodes (A.Gray) Benth.
- Mojiangia Ze H.Wang, N.Kilian & H.Peng
- Monactinocephalus Klatt
- Monactis Kunth
- Monarrhenus Cass.
- Monogereion G.M.Barroso & R.M.King
- Monolopia DC.
- Monoptilon Torr. & A.Gray
- Monosis DC.
- Montanoa Cerv.
- Monticalia C.Jeffrey
- Moonia Arn.
- Moquinia DC.
- Moquiniastrum (Cabrera) G.Sancho
- Morithamnus R.M.King, H.Rob. & G.M.Barroso
- Moscharia Ruiz & Pav.
- Msuata O.Hoffm.
- Mtonia Beentje
- Muellerolaria G.L.Nesom
- Munnozia Ruiz & Pav.
- Munzothamnus P.H.Raven
- Muschleria S.Moore
- Muscosomorphe J.C.Manning
- Mutisia L.f.
- Myanmaria H.Rob.
- Myopordon Boiss.
- Myriactis Less.
- Myriocephalus Benth.
- Myripnois Bunge
- Myrovernix Koek.
- Myxopappus Källersjö
- Nabalus Cass.
- Nahuatlea V.A.Funk
- Nananthea DC.
- Nannoglottis Maxim.
- Nardophyllum Hook. & Arn.
- Narvalina Cass.
- Nassauvia Comm. ex Juss.
- Neblinaea Maguire & Wurdack
- Neja D.Don
- Nelsonianthus H.Rob. & Brettell
- Nemosenecio (Kitam.) B.Nord.
- Neobrachyactis Brouillet
- Neocabreria R.M.King & H.Rob.
- Neocuatrecasia R.M.King & H.Rob.
- Neojeffreya Cabrera
- Neolaria G.L.Nesom
- Neomirandea R.M.King & H.Rob.
- Neopallasia Poljakov
- Neotysonia Dalla Torre & Harms
- Nesampelos B.Nord.
- Nesomia B.L.Turner
- Nesothamnus Rydb.
- Nestlera Spreng.
- Nestotus R.P.Roberts, Urbatsch & Neubig
- Neurolaena R.Br.
- Neurolakis Mattf.
- Nicolasia S.Moore
- Nicolletia A.Gray
- Nidorella Cass.
- Nipponanthemum (Kitam.) Kitam.
- Nivellea B.H.Wilcox, K.Bremer & Humphries
- Nolletia Cass.
- Nothobaccharis R.M.King & H.Rob.
- Nothoschkuhria B.G.Baldwin
- Nothovernonia H.Rob. & V.A.Funk
- Noticastrum DC.
- Notisia P.S.Short
- Notobasis (Cass.) Cass.
- Notopappus Klingenb.
- Notoseris C.Shih
- Nouelia Franch.
- Novaguinea D.J.N.Hind
- Novenia S.E.Freire
- Nuriaea Susanna, Calleja & Moreyra
- Oblivia Strother
- Ochrocephala Dittrich
- Oclemena Greene
- Odixia Orchard
- Odontocline B.Nord.
- Oedera L.
- Okia H.Rob. & Skvarla
- Oldenburgia Less.
- Oldfeltia B.Nord. & Lundin
- Olearia Moench
- Olgaea Iljin
- Oligactis Cass.
- Oliganthes Cass.
- Oligochaeta K.Koch
- Oligothrix DC.
- Omalotheca Cass.
- Omphalopappus O.Hoffm.
- Oncosiphon Källersjö
- Ondetia Benth.
- Onopordum L.
- Onoseris Willd.
- Oocephala (S.B.Jones) H.Rob.
- Oonopsis (Nutt.) Greene
- Oparanthus Sherff
- Ophryosporus Meyen
- Opisthopappus C.Shih
- Orbivestus H.Rob.
- Oreochrysum Rydb.
- Oreoseris DC.
- Oreostemma Greene
- Oresbia Cron & B.Nord.
- Oriastrum Poepp.
- Oritrophium (Kunth) Cuatrec.
- Orochaenactis Coville
- Orthopappus Gleason
- Ortizacalia Pruski
- Osbertia Greene
- Osmadenia Nutt.
- Osmiopsis R.M.King & H.Rob.
- Osmitopsis Cass.
- Osteospermum L.
- Oteiza La Llave
- Othonna L.
- Otoglyphis Pomel
- Otopappus Benth.
- Otospermum Willk.
- Oxycarpha S.F.Blake
- Oxylaena Benth. ex Anderb.
- Oxylobus (Moc. ex DC.) A.Gray
- Oxypappus Benth.
- Oxyphyllum Phil.
- Oyedaea DC.
- Ozothamnus R.Br.
- Pachylaena D.Don ex Hook. & Arn.
- Pachystegia Cheeseman
- Pacifigeron G.L.Nesom
- Packera Á.Löve & D.Löve
- Pacourina Aubl.
- Paenula Orchard
- Palafoxia Lag.
- Pallenis (Cass.) Cass.
- Panaetia Cass.
- Paneroa E.E.Schill.
- Panphalea Lag.
- Pappobolus S.F.Blake
- Pappochroma Raf.
- Papuacalia Veldkamp
- Paquirea Panero & S.E.Freire
- Paracalia Cuatrec.
- Parafaujasia C.Jeffrey
- Paragynoxys (Cuatrec.) Cuatrec.
- Paralychnophora MacLeish
- Paranephelius Poepp.
- Parantennaria Beauverd
- Parapiqueria R.M.King & H.Rob.
- Parapolydora H.Rob.
- Paraprenanthes C.C.Chang ex C.Shih
- Parasenecio W.W.Sm. & J.Small
- Parastrephia Nutt.
- Parthenice A.Gray
- Parthenium L.
- Pasaccardoa Kuntze
- Pascalia Ortega
- Paurolepis S.Moore
- Pechuel-loeschea O.Hoffm.
- Pectis L.
- Pegolettia Cass.
- Pelucha S.Watson
- Pembertonia P.S.Short
- Pentacalia Cass.
- Pentachaeta Nutt.
- Pentalepis F.Muell.
- Pentanema Cass.
- Pentatrichia Klatt
- Pentzia Thunb.
- Perdicium L.
- Perezia Lag.
- Pericallis D.Don
- Pericome A.Gray
- Peripleura (N.T.Burb.) G.L.Nesom
- Perityle Benth.
- Perralderia Coss.
- Pertya Sch.Bip.
- Perymeniopsis H.Rob.
- Perymenium Schrad.
- Petalacte D.Don
- Petasites Mill.
- Peteravenia R.M.King & H.Rob.
- Petradoria Greene
- Petrobium R.Br.
- Peucephyllum A.Gray
- Phacellothrix F.Muell.
- Phaenocoma D.Don
- Phagnalon Cass.
- Phalacrachena Iljin
- Phalacraea DC.
- Phalacrocarpum Willk.
- Phalacroseris A.Gray
- Phaneroglossa B.Nord.
- Phania DC.
- Phaseolaster G.L.Nesom
- Philactis Schrad.
- Philoglossa DC.
- Phitosia Kamari & Greuter
- Phoebanthus S.F.Blake
- Phonus Hill
- Phyllocephalum Blume
- Phymaspermum Less.
- Picnomon Adans.
- Picradeniopsis Rydb.
- Picris L.
- Picrosia D.Don
- Pilbara Lander
- Pilosella Hill
- Pinaropappus Less.
- Pinillosia Ossa
- Piora J.Kost.
- Pippenalia McVaugh
- Piptocarpha R.Br.
- Piptocoma Less.
- Piptolepis Sch.Bip.
- Piqueria Cav.
- Piqueriella R.M.King & H.Rob.
- Pithocarpa Lindl.
- Pittocaulon H.Rob. & Brettell
- Pityopsis Nutt.
- Pladaroxylon Hook.f.
- Plagiobasis Schrenk
- Plagiocheilus Arn. ex DC.
- Plagiolophus Greenm.
- Plagius L'Hér. ex DC.
- Planaltoa Taub.
- Planea P.O.Karis
- Plateilema Cockerell
- Platycarpha Less.
- Platycarphella V.A.Funk & H.Rob.
- Platypodanthera R.M.King & H.Rob.
- Platyschkuhria Rydb.
- Plazia Ruiz & Pav.
- Plecostachys Hilliard & B.L.Burtt
- Plectocephalus D.Don
- Pleiacanthus (Nutt.) Rydb.
- Pleiotaxis Steetz
- Pleocarphus D.Don
- Pleurocarpaea Benth.
- Pleurocoronis R.M.King & H.Rob.
- Pleurophyllum Hook.f.
- Pluchea Cass.
- Podachaenium Benth.
- Podanthus Lag.
- Podocoma Cass.
- Podolepis Labill.
- Podotheca Cass.
- Poecilolepis Grau
- Pogonolepis Steetz
- Pojarkovia Askerova
- Poljakanthema Kamelin
- Poljakovia Grubov & Filatova
- Polyachyrus Lag.
- Polyanthina R.M.King & H.Rob.
- Polyarrhena Cass.
- Polycalymma F.Muell. & Sond.
- Polymnia Kalm
- Porophyllum Guett.
- Porphyrostemma Benth. ex Oliv.
- Praxeliopsis G.M.Barroso
- Praxelis Cass.
- Prenanthes L.
- Prestelia Sch.Bip. ex Benth. & Hook.f.
- Printzia Cass.
- Prolobus R.M.King & H.Rob.
- Prolongoa Boiss.
- Proteopsis Mart. & Zucc. ex Sch.Bip.
- Proustia Lag.
- Psacaliopsis H.Rob. & Brettell
- Psacalium Cass.
- Psathyrotes A.Gray
- Psathyrotopsis Rydb.
- Psednotrichia Hiern
- Psephellus Cass.
- Pseudelephantopus Rohr
- Pseudoagarista Mesfin & D.J.Crawford
- Pseudobaccharis Cabrera
- Pseudobahia Rydb.
- Pseudoblepharispermum J.-P.Lebrun & Stork
- Pseudobrickellia R.M.King & H.Rob.
- Pseudoclappia Rydb.
- Pseudoconyza Cuatrec.
- Pseudoglossanthis Poljakov
- Pseudognaphalium Kirp.
- Pseudogynoxys (Greenm.) Cabrera
- Pseudohandelia Tzvelev
- Pseudonoseris H.Rob. & Brettell
- Pseudopegolettia H.Rob., Skvarla & V.A.Funk
- Pseudopiptocarpha H.Rob.
- Pseudopodospermum (Lipsch. & Krasch.) Kuth.
- Pseudostifftia H.Rob.
- Psiadia Jacq.
- Psilactis A.Gray
- Psilocarphus Nutt.
- Psilostrophe DC.
- Psychrogeton Boiss.
- Pterachaenia (Benth. & Hook.f.) Lipsch.
- Pterocaulon Elliott
- Pterochaeta Steetz
- Pteronia L.
- Pterothrix DC.
- Pterygopappus Hook.f.
- Ptilostemon Cass.
- Pulicaria Gaertn.
- Pulicarioidea Bunwong, Chantar. & S.C.Keeley
- Pycnosorus Benth.
- Pyrrhopappus DC.
- Pyrrocoma Hook.
- Pytinicarpa G.L.Nesom
- Quadribractea Orchard
- Quasiantennaria R.J.Bayer & M.O.Dillon
- Quechualia H.Rob.
- Quelchia N.E.Br.
- Quinetia Cass.
- Quinqueremulus Paul G.Wilson
- Rachelia J.M.Ward & Breitw.
- Radlkoferotoma Kuntze
- Rafinesquia Nutt.
- Raillardella (A.Gray) Benth. & Hook.f.
- Rainiera Greene
- Ramaliella Zaika, Sukhor. & N.Kilian
- Raoulia Hook.f.
- Raouliopsis S.F.Blake
- Rastrophyllum Wild & G.V.Pope
- Ratibida Raf.
- Raulinoreitzia R.M.King & H.Rob.
- Rayjacksonia R.L.Hartm. & M.A.Lane
- Reichardia Roth
- Remya Hillebr. ex Benth. & Hook.f.
- Rensonia S.F.Blake
- Rhagadiolus Juss.
- Rhamphogyne S.Moore
- Rhanteriopsis Rauschert
- Rhanterium Desf.
- Rhaponticoides Vaill.
- Rhaponticum Ludwig
- Rhetinocarpha Paul G.Wilson & M.A.Wilson
- Rhetinolepis Coss.
- Rhodanthe Lindl.
- Rhodanthemum B.H.Wilcox, K.Bremer & Humphries
- Rhynchopsidium DC.
- Richterago Kuntze
- Richteria Kar. & Kir.
- Riencourtia Cass.
- Rigiopappus A.Gray
- Robinsonecio T.M.Barkley & Janovec
- Robinsonia DC.
- Rochonia DC.
- Rockhausenia D.J.N.Hind
- Roebuckiella P.S.Short
- Roessleria Stångb. & Anderb.
- Rojasianthe Standl. & Steyerm.
- Rolandra Rottb.
- Roldana La Llave
- Roodebergia B.Nord.
- Rothmaleria Font Quer
- Rudbeckia L.
- Rugelia Shuttlew. ex Chapm.
- Rumfordia DC.
- Russowia C.Winkl.
- Rutidosis DC.
- Sabazia Cass.
- Sachsia Griseb.
- Salcedoa Jiménez Rodr. & Katinas
- Salmea DC.
- Sampera V.A.Funk & H.Rob.
- Sanrobertia G.L.Nesom
- Santolina L.
- Santosia R.M.King & H.Rob.
- Sanvitalia Lam.
- Sarcanthemum Cass.
- Sartwellia A.Gray
- Saussurea DC.
- Scabrethia W.A.Weber
- Scalesia Arn.
- Scapisenecio Schmidt-Leb.
- Scherya R.M.King & H.Rob.
- Schischkinia Iljin
- Schistocarpha Less.
- Schistostephium Less.
- Schizogyne Cass.
- Schizoptera Turcz.
- Schizotrichia Benth.
- Schkuhria Roth
- Schlagintweitia Griseb.
- Schlechtendalia Less.
- Schoenia Steetz
- Sciadocephala Mattf.
- Sclerocarpus Jacq.
- Sclerolepis Cass.
- Sclerorhachis (Rech.f.) Rech.f.
- Scolymus Tourn. ex L.
- Scorzonera L.
- Scorzoneroides Moench
- Scrobicaria Cass.
- Selloa Kunth
- Semiria D.J.N.Hind
- Senecio L.
- Sericocarpus Nees
- Seriphium L.
- Serratula L.
- Shafera Greenm.
- Shangwua Yu J.Wang, Raab-Straube, Susanna & J.Quan Liu
- Sheareria S.Moore
- Shinnersia R.M.King & H.Rob.
- Shinnersoseris Tomb
- Siapaea Pruski
- Sidneya E.E.Schill. & Panero
- Siebera J.Gay
- Siemssenia Steetz
- Sigesbeckia L.
- Siloxerus Labill.
- Silphidium (Torr. & A.Gray) Mesfin & D.J.Crawford
- Silphium L.
- Silybum Adans.
- Simsia Pers.
- Sinacalia H.Rob. & Brettell
- Sinclairia Hook. & Arn.
- Sinosenecio B.Nord.
- Sinoseris N.Kilian, Ze H.Wang & H.Peng
- Smallanthus Mack.
- Soaresia Sch.Bip.
- Solanecio (Sch.Bip.) Walp.
- Solenogyne Cass.
- Solidago L.
- Soliva Ruiz & Pav.
- Sommerfeltia Less.
- Sonchella Sennikov
- Sonchus L.
- Sondottia P.S.Short
- Soroseris Stebbins
- Spaniopappus B.L.Rob.
- Sphaeranthus L.
- Sphaereupatorium Kuntze
- Sphaeromorphaea DC.
- Sphagneticola O.Hoffm.
- Spilanthes Jacq.
- Spinoliva G.Sancho, Luebert & Katinas
- Spiracantha Kunth
- Spiroseris Rech.f.
- Spongotrichum (DC.) Nees ex Spach
- Squamopappus R.K.Jansen, N.A.Harriman & Urbatsch
- Stachycephalum Sch.Bip. ex Benth.
- Staehelina L.
- Standleyanthus R.M.King & H.Rob.
- Staurochlamys Baker
- Steiractinia S.F.Blake
- Steirodiscus Less.
- Stenachaenium Benth.
- Stenocarpha S.F.Blake
- Stenocephalum Sch.Bip.
- Stenocline DC.
- Stenopadus S.F.Blake
- Stenops B.Nord.
- Stenotus Nutt.
- Stephanbeckia H.Rob. & V.A.Funk
- Stephanodoria Greene
- Stephanomeria Nutt.
- Stevia Cav.
- Steviopsis R.M.King & H.Rob.
- Steyermarkina R.M.King & H.Rob.
- Stifftia J.C.Mikan
- Stilpnogyne DC.
- Stilpnolepis Krasch.
- Stilpnopappus Mart. ex DC.
- Stizolophus Cass.
- Stoebe L.
- Stokesia L'Hér.
- Stomatanthes R.M.King & H.Rob.
- Stomatochaeta (S.F.Blake) Maguire & Wurdack
- Stramentopappus H.Rob. & V.A.Funk
- Streptoglossa Steetz ex F.Muell.
- Strobocalyx (Blume ex DC.) Spach
- Strotheria B.L.Turner
- Struchium P.Browne
- Stuartina Sond.
- Stylocline Nutt.
- Stylotrichium Mattf.
- Symphyllocarpus Maxim.
- Symphyopappus Turcz.
- Symphyotrichum Nees
- Syncalathium Lipsch.
- Syncarpha DC.
- Syncephalum DC.
- Syncretocarpus S.F.Blake
- Synedrella Gaertn.
- Synedrellopsis Hieron. & Kuntze
- Syneilesis Maxim.
- Synotis (C.B.Clarke) C.Jeffrey & Y.L.Chen
- Syntrichopappus A.Gray
- Synurus Iljin
- Syreitschikovia Pavlov
- Tagetes L.
- Taimingasa (Kitam.) C.Ren & Q.E.Yang
- Takhtajaniantha Nazarova
- Talamancalia H.Rob. & Cuatrec.
- Talamancaster Pruski
- Tamananthus V.M.Badillo
- Tamaulipa R.M.King & H.Rob.
- Tanacetopsis (Tzvelev) Kovalevsk.
- Tanacetum L.
- Taplinia Lander
- Taraxacum F.H.Wigg.
- Tarchonanthus L.
- Tarlmounia H.Rob., S.C.Keeley, Skvarla & R.Chan
- Tehuana Panero & Villaseñor
- Teixeiranthus R.M.King & H.Rob.
- Telanthophora H.Rob. & Brettell
- Telekia Baumg.
- Telmatophila Mart. ex Baker
- Tenrhynea Hilliard & B.L.Burtt
- Tephroseris (Rchb.) Rchb.
- Tessaria Ruiz & Pav.
- Tetrachyron Schltdl.
- Tetradymia DC.
- Tetragonotheca L.
- Tetramolopium Nees
- Tetraneuris Greene
- Tetranthus Sw.
- Tetraperone Urb.
- Thaminophyllum Harv.
- Thelesperma Less.
- Thespidium F.Muell. ex Benth.
- Thespis DC.
- Thevenotia DC.
- Thiseltonia Hemsl.
- Thurovia Rose
- Thymophylla Lag.
- Thymopsis Benth.
- Tietkensia P.S.Short
- Tilesia G.Mey.
- Tithonia Desf. ex Juss.
- Toiyabea R.P.Roberts, Urbatsch & Neubig
- Tolpis Adans.
- Tomentaurum G.L.Nesom
- Tonestus A.Nelson
- Tourneuxia Coss.
- Townsendia Hook.
- Tracyina S.F.Blake
- Tragopogon L.
- Traversia Hook.f.
- Trepadonia H.Rob.
- Trichanthemis Regel & Schmalh.
- Trichanthodium Sond. & F.Muell.
- Trichocline Cass.
- Trichocoronis A.Gray
- Trichocoryne S.F.Blake
- Trichogonia (DC.) Gardner
- Trichogoniopsis R.M.King & H.Rob.
- Tricholepis DC.
- Trichoptilium A.Gray
- Trichospira Kunth
- Tridactylina Sch.Bip.
- Tridax L.
- Trigonopterum Steetz
- Trigonospermum Less.
- Trilisa (Cass.) Cass.
- Trioncinia (F.Muell.) Veldkamp
- Tripleurospermum Sch.Bip.
- Triplocephalum O.Hoffm.
- Tripolium Nees
- Triptilion Ruiz & Pav.
- Triptilodiscus Turcz.
- Trixis Sw.
- Troglophyton Hilliard & B.L.Burtt
- Tuberculocarpus Pruski
- Tuberostylis Steetz
- Tugarinovia Iljin
- Turanecio Hamzaoğlu
- Turczaninovia DC.
- Tussilago L.
- Tuxtla Villaseñor & Strother
- Tyrimnus (Cass.) Bosc
- Tzvelevopyrethrum Kamelin
- Ugamia Pavlov
- Uleophytum Hieron.
- Uniyala H.Rob. & Skvarla
- Unxia Kunth
- Urbinella Greenm.
- Urmenetea Phil.
- Urolepis (DC.) R.M.King & H.Rob.
- Urospermum Scop.
- Urostemon B.Nord.
- Ursinia Gaertn.
- Varilla A.Gray
- Vellereophyton Hilliard & B.L.Burtt
- Venegasia DC.
- Verbesina L.
- Vernonanthura H.Rob.
- Vernonella Sond.
- Vernonia Schreb.
- Vernoniastrum H.Rob.
- Vicinia G.L.Nesom
- Vickia Roque & G.Sancho
- Vickifunkia C.Ren, L.Wang, I.D.Illar. & Q.E.Yang
- Vicoa Cass.
- Vieraea Webb
- Vigethia W.A.Weber
- Viguiera Kunth
- Villanova Lag.
- Villasenoria B.L.Clark
- Vinicia Dematt.
- Vittadinia A.Rich.
- Vittetia R.M.King & H.Rob.
- Vogtia Oberpr. & Sonboli
- Volutaria Cass.
- Waitzia J.C.Wendl.
- Walshia Jeanes
- Walsholaria G.L.Nesom
- Wamalchitamia Strother
- Warionia Benth. & Coss.
- Wedelia Jacq.
- Welwitschiella O.Hoffm.
- Werneria Kunth
- Westoniella Cuatrec.
- Wilkesia A.Gray
- Willemetia Neck.
- Wollastonia DC. ex Decne.
- Wollemiaster G.L.Nesom
- Wunderlichia Riedel ex Benth. & Hook.f.
- Wyethia Nutt.
- Xanthisma DC.
- Xanthium L.
- Xanthocephalum Willd.
- Xanthopappus C.Winkl.
- Xeranthemum L.
- Xerochrysum Tzvelev
- Xiphochaeta Poepp.
- Xylanthemum Tzvelev
- Xylorhiza Nutt.
- Yariguianthus S.Díaz & Rodr.-Cabeza
- Yermo Dorn
- Youngia Cass.
- Yunquea Skottsb.
- Zaluzania Pers.
- Zandera D.L.Schulz
- Zemisia B.Nord.
- Zexmenia La Llave
- Zinnia L.
- Zoegea L.
- Zyrphelis Cass.
- Zyzyura H.Rob. & Pruski
- Zyzyxia Strother

### Híbrids
S'han descrit els següents híbrids naturals:
- × Anthepleurospermum Rothm.
- × Argyrautia Sherff
- × Asterron Olshanskyi
- × Bacurio Gideon F.Sm. & Figueiredo
- × Carduocirsium Sennen
- × Celmearia Heenan
- × Cotanthemis Holub
- × Crepi-hieracium P.Fourn.
- × Glebianthemum J.M.Watson & A.R.Flores
- × Ixyoungia Kitam.
- × Leontoroides B.Bock
- × Leucantanacetum Rauschert
- × Tripleurocota Starm.

## Endemismes
Són endemismes exclusivament baleàrics el calabruix, el Carduus bourgeanus subsp. ibicensis, la panconia de penyal, el socarrell bord, Filago petro-iani, la maçanella, el socarrell, Leucanthemum paludosum subsp. ebusitanum, Scorzonera baetica subsp. ebusitana i la camamil·la de mar.
Algunes espècies i variants ho són conjuntament de les balears i altres llocs, com la margalideta, que és un endemisme baleàrico-tirrènic, i la Lamottea dianae, que viu a les Pitiüses i al llevant de la península Ibèrica.
Hi ha una sèrie de tàxons descrits com endèmics però que romanen encara dubtosos, com l'Arctium chabertii subsp. balearicum i espècies dels gèneres Hieracium i Taraxacum.